# Fleckige Streifenwanze

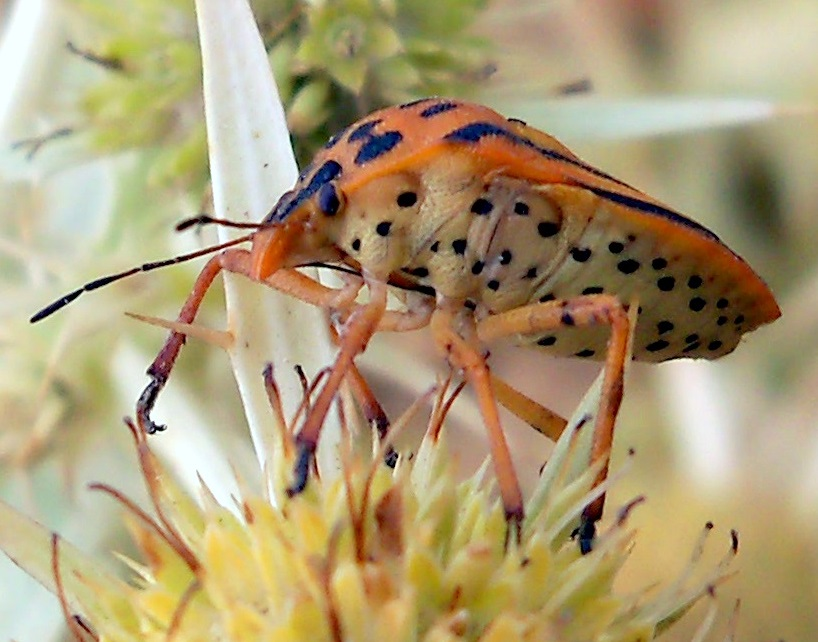
Fleckige Streifenwanze

Die Fleckige Streifenwanze (Graphosoma semipunctatum), auch Gefleckte Streifenwanze genannt, ist eine Wanzenart aus der Unterfamilie Podopinae, die zur Familie der Baumwanzen (Pentatomidae) gehört.

## Merkmale
Die Wanzen erreichen eine Körperlänge von 10–12 mm. Die Art ist eng mit der Streifenwanze (Graphosoma lineatum) verwandt. Von dieser unterscheidet sie sich durch die auf dem Halsschild (Pronotum) unterbrochenen schwarzen Streifen, welche zehn Flecke bilden. Außerdem ist ihre Grundfärbung orange, während die der Streifenwanze rötlicher ist. Ein weiterer Unterschied bildet die Farbe der Beine, welche bei der Fleckigen Streifenwanze rötlich und bei der Streifenwanze schwarz ist. Die Unterseite der Fleckigen Streifenwanze ist schwarz gefleckt.

## Unterarten oder eng verwandte Arten
Auf den Kanarischen Inseln gibt es eine Population von Wanzen, die von manchen Autoren als die Subspezies Graphosoma semipunctatum interruptum, von anderen Autoren jedoch als eigene Art Graphosoma interruptum White, 1839 betrachtet wird. Als ein Unterscheidungsmerkmal gilt die Färbung des Connexivums (auf der Seite sichtbarer Teil des Abdomens), welches bei der Fleckigen Streifenwanze einen breiten rötlichen oder gelblichen Rand besitzt, während dieser bei dieser Population schmal und blass ausfällt. Weitere Unterscheidungsmerkmale sind unter anderem: Die schwarzen Längsbinden auf dem Pronotum sind nie in einzelne Flecken aufgelöst, die schwarzen Längsstreifen auf dem Schildchen sind nicht verkürzt. Weitere Unterschiede bestehen in der Gestalt der Kopfes und der Genitalsegmente.
Eine weitere Population von der griechischen Insel Kreta, die sich unter anderem durch etwas kleinere Körpergröße, kürzeren Kopf, längeres zweites Antennensegment unterscheiden soll, wurde als Art Graphosoma creticum Horváth, 1909 beschrieben; diese gilt heute als Synonym.

## Lebensweise
Die Art kommt in der Paläarktis vor. In Südeuropa ist sie häufig und weitverbreitet. Die Nordgrenze der Verbreitung in Mitteleuropa erreichte im 19. Jahrhundert Kärnten und Mähren, Angaben aus dieser Zeit existieren auch für die Schweiz und Bayern. Diese nördlichen Vorposten sind vermutlich alle schon vor 1900 erloschen. Eine Angabe von 1970 für die Stadt Wien erwies sich als Irrtum.
Die Fleckige Streifenwanze findet man gewöhnlich an Doldenblütlern (Apiaceae), die ihre Hauptfutterpflanzen bilden. Die adulten Wanzen fliegen im Spätsommer.

## Taxonomie
Die Art wurde als Cimex semipunctatus Fabricius, 1775 erstbeschrieben. Aus der Literatur sind, neben der Falschschreibung Graphosoma semipunctata, folgende weitere Synonyme bekannt:
Graphosoma wilsoni White, 1839, Graphosoma stali Horváth, 1882.
Zahlreiche Farbvarianten sind als Varietäten beschrieben worden, diese gelten heute als taxonomisch ohne Wert.